# Gobierno y política de Israel
Israel es una democracia parlamentaria formada por los poderes legislativo, ejecutivo y judicial. Sus instituciones son la presidencia, la Knéset (el parlamento unicameral), el gobierno (gabinete de ministros), el contralor del estado y el sistema judicial.
El sistema se basa en el principio de separación de poderes, en que el poder ejecutivo depende del voto de confianza del poder legislativo (la Knéset). La independencia del poder judicial está garantizada por ley.
La población árabe, una importante minoría desde la fundación del Estado, goza de plena ciudadanía israelí desde 1952 y son electores y elegibles, aunque exentos del servicio militar obligatorio (salvo en el caso de los drusos). Los derechos de familia son administrados por los distintos tribunales religiosos (judíos, sharia, drusos y cristianos), que tienen competencia exclusiva sobre los matrimonios y su anulación. No existen matrimonio ni divorcio civiles.

## Knéset

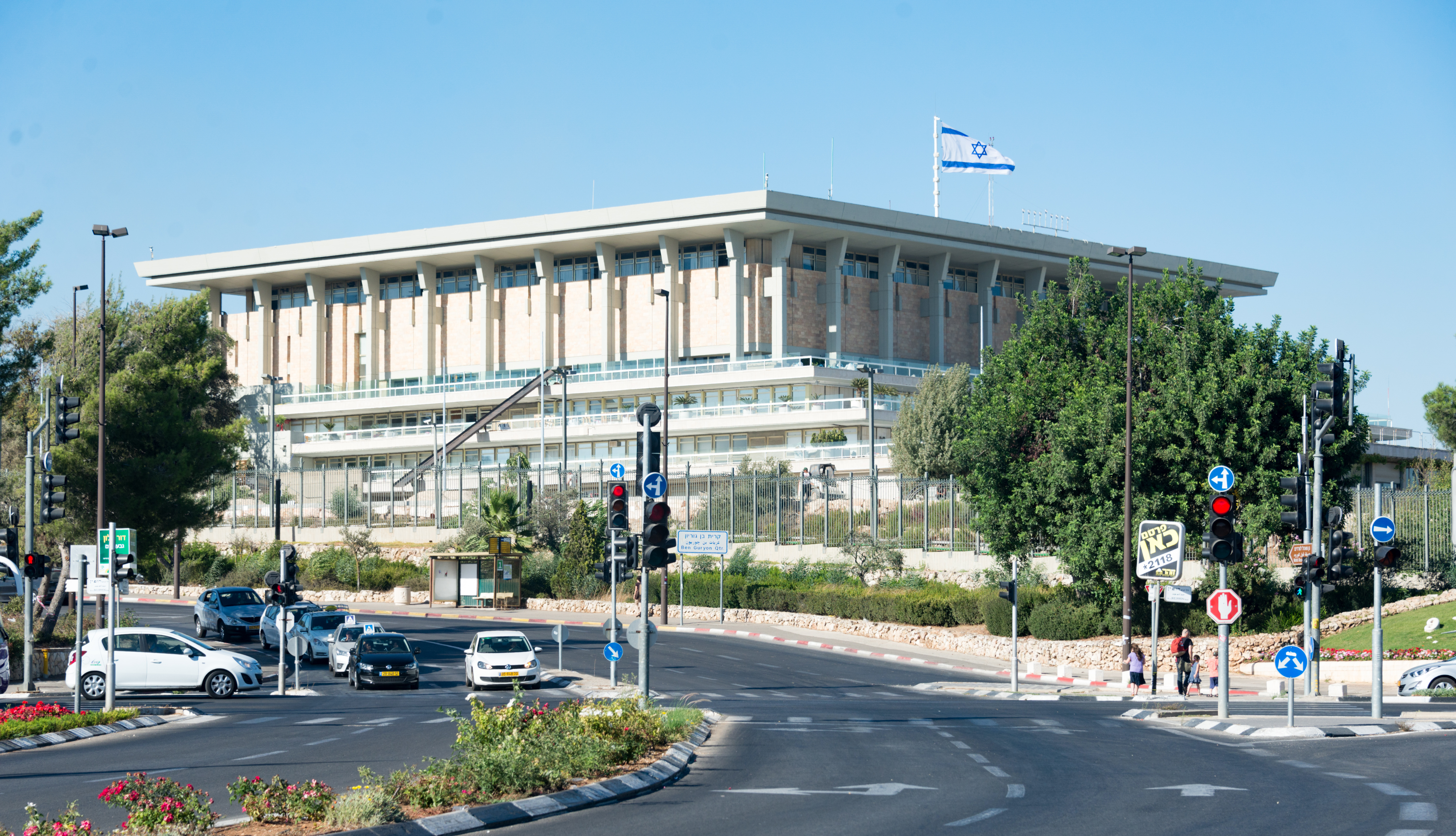
La Knéset en Jerusalén.

La Knéset está formada por 120 diputados elegidos por sufragio universal y proporcional cada cuatro años. El Parlamento elige al «Presidente de Israel» (un cargo protocolario, no ejecutivo) para un periodo de siete años no renovable, ejerce el poder legislativo y delega el ejecutivo en el primer ministro, que debe ser uno de sus miembros.

## Presidente de Israel
| Nombre          | Mandato          |
| --------------- | ---------------- |
| Chaim Weizmann  | 1948-1952        |
| Yitzhak Ben Zvi | 1952-1963        |
| Zalman Shazar   | 1963-1973        |
| Ephraim Katzir  | 1973-1978        |
| Yitzhak Navon   | 1978-1983        |
| Chaim Herzog    | 1983-1993        |
| Ezer Weizman    | 1993-2000        |
| Moshé Katsav    | 2000-2007        |
| Shimon Peres    | 2007-2014        |
| Reuven Rivlin   | 2014-2021        |
| Isaac Herzog    | 2021-en el cargo |

## Primer ministro
| Nombre             | Partido | Mandato                        |
| ------------------ | ------- | ------------------------------ |
| David Ben Gurión   | M       | mayo 1948 - diciembre 1953     |
| Moshe Sharett      | M       | enero 1954 - noviembre 1955    |
| David Ben Gurión   | M       | noviembre 1955 - junio 1963    |
| Levi Eshkol        | M       | junio 1963 - febrero 1969      |
| Yigal Allon1       | M       | febrero 1969 - mayo 1969       |
| Golda Meir         | M       | mayo 1969 - junio 1974         |
| Isaac Rabin        | M       | junio 1974 - junio 1977        |
| Menahem Begin      | L       | junio 1977 - septiembre 1983   |
| Isaac Shamir       | L       | octubre 1983 - septiembre 1984 |
| Shimon Peres       | M       | septiembre 1984- octubre 1986  |
| Isaac Shamir       | L       | octubre 1986 - julio 1992      |
| Isaac Rabin        | M       | julio 1992 noviembre 1995      |
| Shimon Peres       | M       | noviembre 1995 - junio 1996    |
| Benjamín Netanyahu | L       | junio 1996 - julio 1999        |
| Ehud Barak         | M       | julio 1999 - febrero 2001      |
| Ariel Sharón       | L       | febrero 2001 - enero 2006      |
| Ehud Ólmert2       | K       | enero 2006 - marzo 2009        |
| Benjamín Netanyahu | L       | marzo 2009 - junio 2021        |
| Naftali Bennett    | Y       | junio 2021 - julio 2022        |
| Yair Lapid         | YA      | julio 2022 - diciembre 2022    |
| Benjamín Netanyahu | L       | diciembre 2022 -               |

1 Primer ministro interino.
2 En funciones hasta abril de 2006, en que resultó elegido.
M = Mapai. Desde 1968, Partido Laborista.
L = Likud.
K = Kadima.
Y = Yamina.
YA = Yesh Atid